# Meeting international de la province de Liège
Le Meeting international de la province de Liège est une compétition internationale d'athlétisme se déroulant une fois par an vers la mi-juillet au Complexe de Naimette-Xhovémont à Liège.
La première édition du meeting eut lieu en 2001.
Le Meeting fait partie du Pro Athlé Tour de l'ADEPS et de l'European Athletics Outdoor Permit.

## Records du meeting

### Hommes[4]
| Épreuve          | Record         | Athlète                    | Nationalité | Date |
| ---------------- | -------------- | -------------------------- | ----------- | ---- |
| 100 m            | 10 s 09        | Mario Forsythe             | Jamaïque    | 2010 |
| 200 m            | 20 s 25        | Shingo Suetsugu            | Japon       | 2006 |
| 300 m            | 31 s 87        | Jonathan Borlée            | Belgique    | 2012 |
| 400 m            | 45 s 14        | Derrick Brew               | États-Unis  | 2006 |
| 600 m            | 1 min 13 s 49  | Joseph Mutua               | Kenya       | 2002 |
| 800 m            | 1 min 43 s 62  | Abraham Rotich Kipchirchir | Kenya       | 2012 |
| 1500 m           | 3 min 34 s 66  | Daniel Kipchirchir Komen   | Kenya       | 2004 |
| 1 mile           | 3 min 56 s 58  | Robert Rono                | Kenya       | 2002 |
| 2 000 m          | 4 min 57 s 76  | Robert Rono                | Kenya       | 2003 |
| 3 000 m          | 7 min 32 s 84  | Craig Mottram              | Australie   | 2006 |
| 5 000 m          | 13 min 14 s 34 | James Kwalia               | Qatar       | 2002 |
| 10 000 m         | 27 min 18 s 17 | Lelisa Benti Desisa        | Éthiopie    | 2012 |
| 110 m haies      | 13 s 22        | Ryan Wilson                | États-Unis  | 2010 |
| 400 m haies      | 48 s 98        | Justin Gaymon              | États-Unis  | 2010 |
| 2 000 m steeple  | 5 min 25 s 95  | Julius Nyamu               | Kenya       | 2003 |
| 3 000 m steeple  | 8 min 21 s 78  | Hicham Sigueni             | Maroc       | 2012 |
| Saut en hauteur  | 2,27 m         | Kgosiemang Kabelo          | Botswana    | 2009 |
| Saut en hauteur  | 2,27 m         | Wei Lee Hup                | Malaisie    | 2010 |
| Saut en hauteur  | 2,27 m         | Keith Moffatt              | États-Unis  | 2009 |
| Saut en hauteur  | 2,27 m         | Brandon Starc              | Australie   | 2016 |
| Saut à la perche | 5,86 m         | Danny Ecker                | Allemagne   | 2006 |
| Saut en longueur | 8,15 m         | Gaisah Egnatius            | Ghana       | 2003 |
| Triple saut      | 16,96 m        | Michael Velter             | Belgique    | 2006 |
| Lancer du disque | 63,59 m        | Michael Möllenbeck         | Allemagne   | 2006 |
| Javelot          | 81,13 m        | Igor Janik                 | Pologne     | 2011 |

### Femmes[4]
| Épreuve          | Record         | Athlète              | Nationalité | Date |
| ---------------- | -------------- | -------------------- | ----------- | ---- |
| 100 m            | 10 s 97        | Solomon Shalonda     | États-Unis  | 2013 |
| 200 m            | 22 s 83        | Beverly McDonald     | Jamaïque    | 2004 |
| 600 m            | 1 min 22 s 87  | Maria Mutola         | Mozambique  | 2002 |
| 800 m            | 1 min 59 s 70  | Tamsyn Lewis         | Australie   | 2007 |
| 1 500 m          | 4 min 05 s 25  | Nahida Touhami       | Algérie     | 2004 |
| 1 mile           | 4 min 25 s 44  | Geraldine Hendricken | Irlande     | 2002 |
| 5 000 m          | 15 min 00 s 27 | Vivian Cheruiyot     | Kenya       | 2006 |
| 100 m haies      | 12 s 61        | Lolo Jones           | États-Unis  | 2006 |
| 400 m haies      | 55 s 14        | Ajoke Odumosu        | Nigeria     | 2010 |
| 3 000 m steeple  | 9 min 34 s 28  | Mercy Njoroge        | Kenya       | 2010 |
| Saut en hauteur  | 2,00 m         | Chaunté Howard       | États-Unis  | 2005 |
| Javelot          | 53,66 m        | Barbara Vontein      | Allemagne   | 2004 |
| Saut en longueur | 6,66 m         | Eloyse Lesueur       | France      | 2017 |
| Triple saut      | 14,33 m        | Petia Dacheva        | Bulgarie    | 2010 |
| 4 × 100 m        | 44 s 89        | Belgique             | Belgique    | 2014 |
| 4 × 400 m        | 3 min 33 s 78  | Belgique             | Belgique    | 2014 |